# أراك مادوري
أراك مادوري (الاسم العلمي:Salvadora madurensis) هو نوع غير مؤكد من النباتات يتبع جنس الأراك من الفصيلة الأراكية.